# Procolobus badius
Procolobus badius (Проколобус західний) — вид приматів з роду Procolobus родини мавпові.

## Опис
Довжина голови й тулуба: 45–67 см. Довжина хвоста: 52–80 см. Вага: 5.1–11.3 кг, самці трохи важчі від самиць. Тіло струнке, кінцівки довгі і відносно тонкі. Хутро зверху забарвлене в чорний сіро-коричневий колір, руки, ноги і голова червонувато-коричневі. Живіт і статева область білі. Як і у всіх колобусових великий палець зменшений, а шлунок багатокамерний, який служить розщепленню целюлози.

## Поширення
Країни проживання: Кот-д'Івуар; Гамбія; Гана; Гвінея; Гвінея-Бісау; Ліберія; Сенегал; Сьєрра-Леоне. Цей деревний вид зустрічається в різних типах лісів у тому числі первинних, вторинних та річкових чи галерейних. P. b. badius полюбляє первинний або зрілий старий вологий ліс, і більше залежить від лісового середовища проживання, ніж P. b. temminckii.

## Стиль життя
Це денний вид, що рідко сходить на землю. Розмір групи становить до 90 тварин. У групі є кілька самців і, як правило, у два-три рази більше самиць. Деякі тварини, особливо молоді самці можуть були вигнані з рідної групи і жити самотньо. Ці тварини не мають фіксованої території, але захищають їх поточне місце розташування агресивними жестами і криками. Харчуються в основному листям, крім того, вони беруть в їжу фрукти та квіти. Вороги: Pan troglodytes, Homo sapiens. 
Після близько 4,5–5,5-місячного періоду вагітності, самиця народжує зазвичай одне дитинча. Більшість пологів припадає на початок сухого сезону, з жовтня по грудень. На відміну від інших колобусових, тільки мати піклувається про молодь.

## Загрози та охорона
Основними загрозами для виду є втрата середовища існування та полювання. Занесений у Додаток II СІТЕС і відноситься до класу B Африканського Конвенції про збереження природи і природних ресурсів. Записаний у ряді охоронних територій

## Галерея

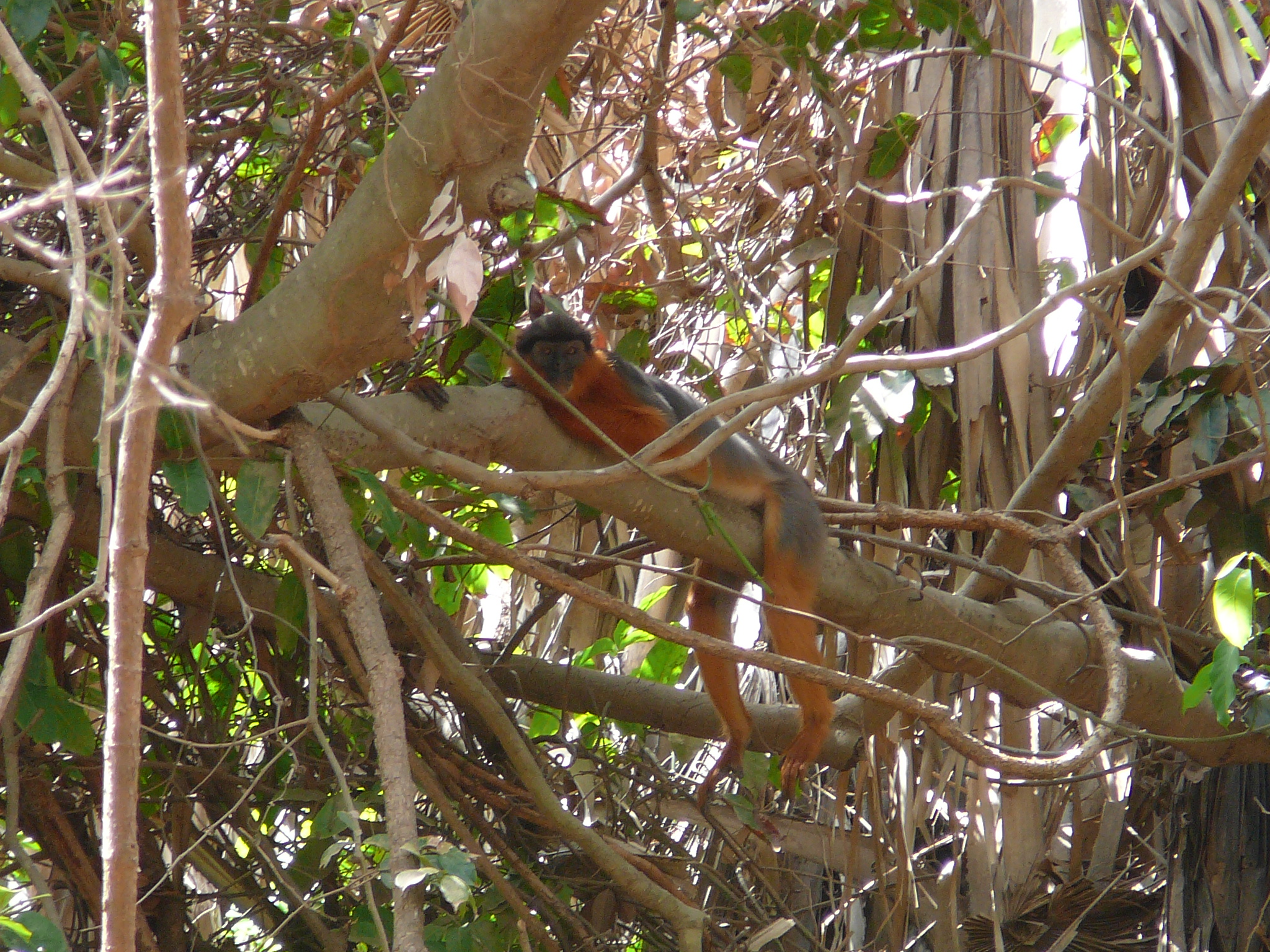
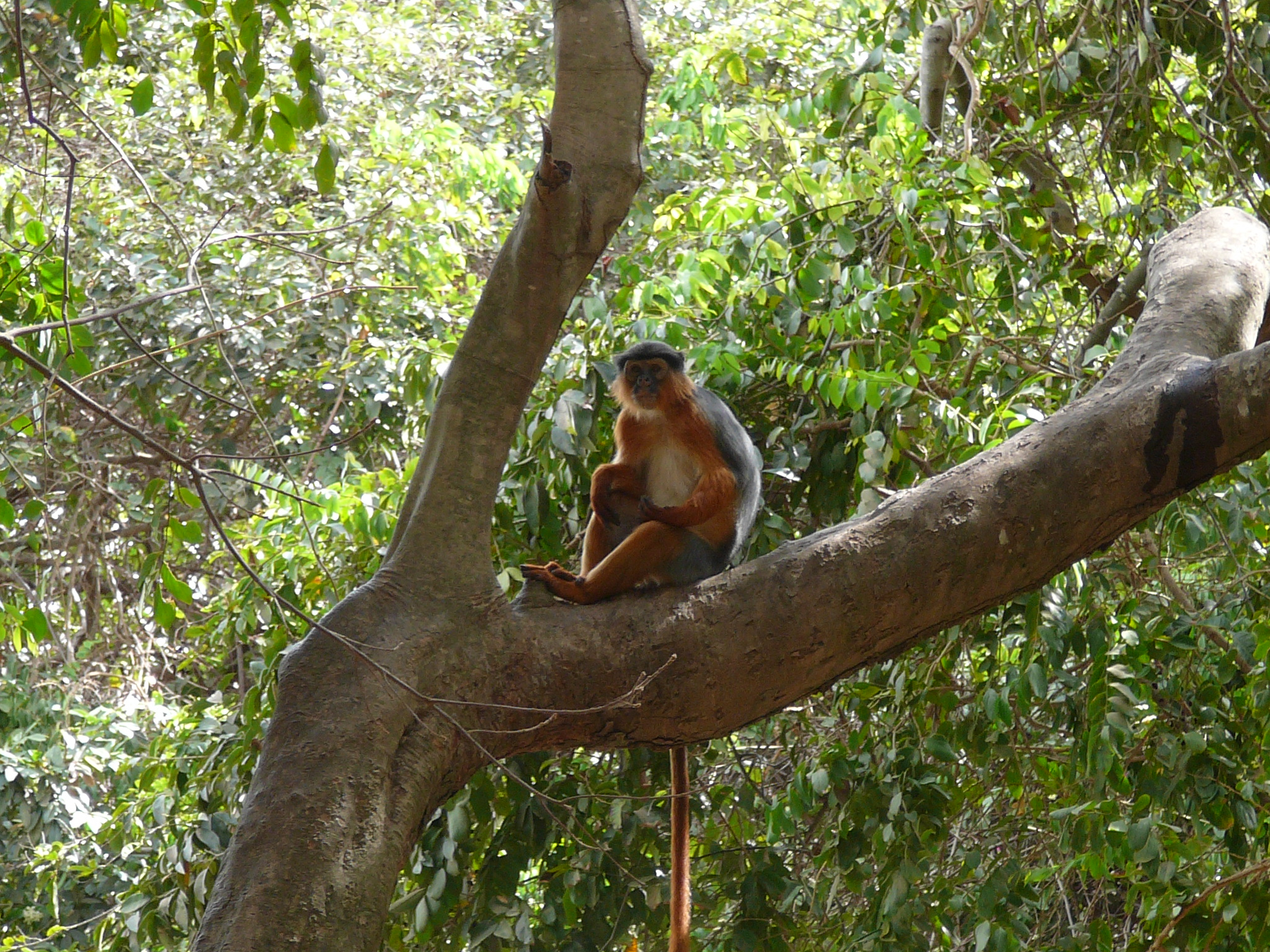
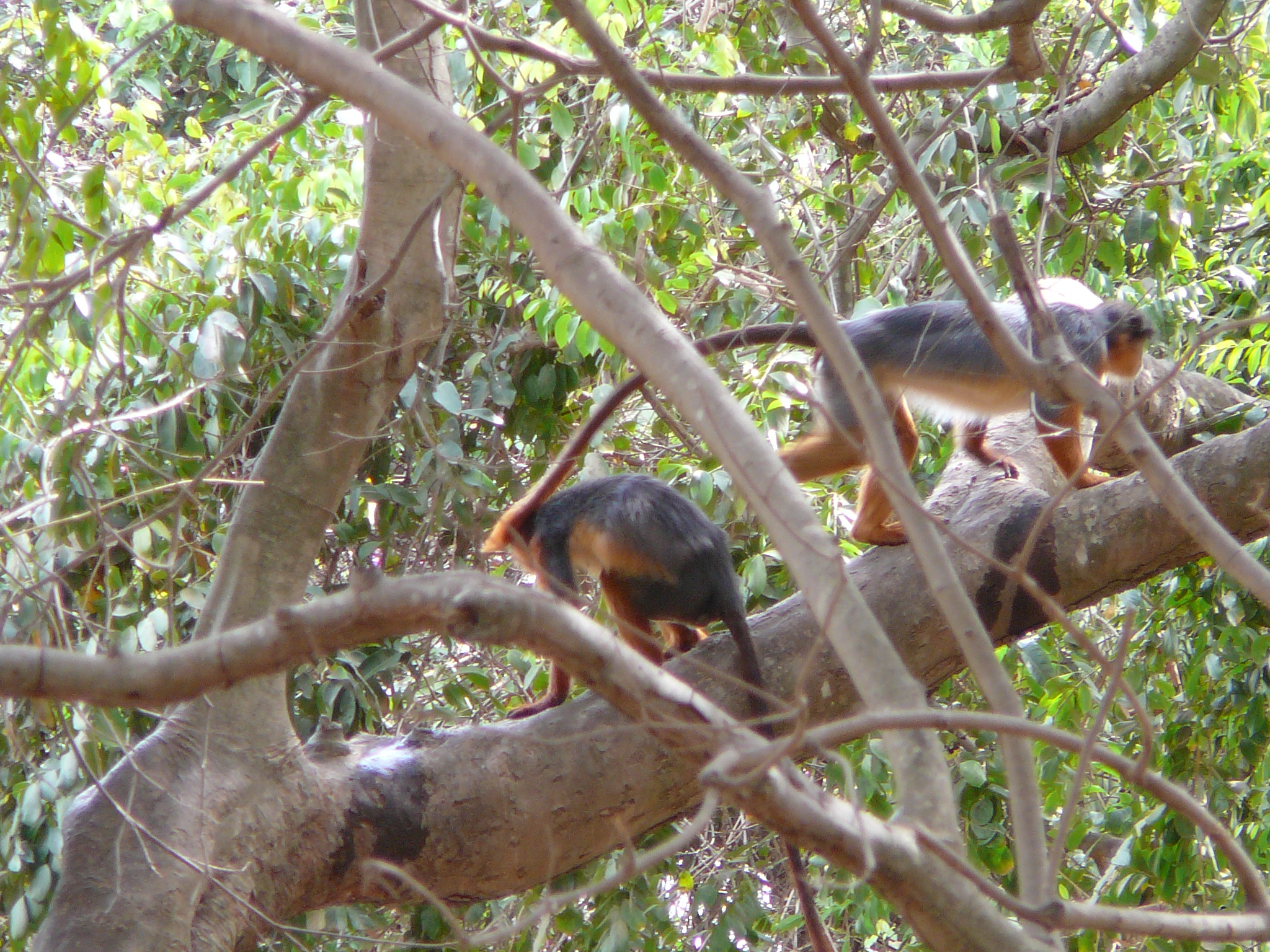